# Aengenesch
Die Ortschaft Aengenesch liegt am unteren Niederrhein im Nordwesten von Nordrhein-Westfalen und gehört zum Stadtteil Kapellen an der Fleuth der Stadt Geldern.

## Geographie
Aengenesch liegt linksrheinisch im niederrheinischen Tiefland. Es wird durchflossen von der Issumer Fleuth, einem Zufluss der Niers. Benachbarte Orte sind Kapellen im Norden, Geldern im Westen, Vernum und Hartefeld im Süden sowie Issum im Osten.

## Geschichte

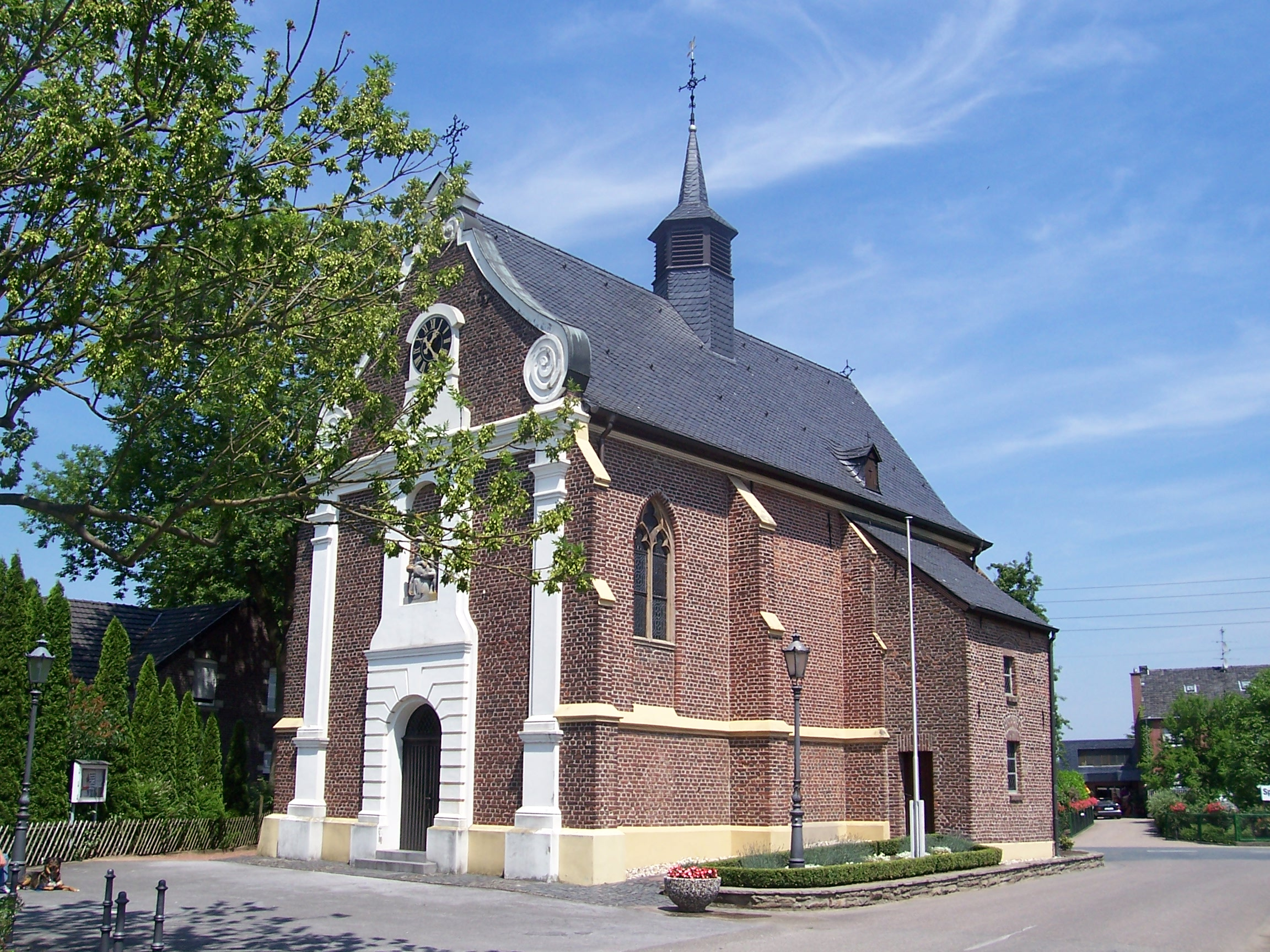
Wallfahrtskapelle

Um das Jahr 1430 wurde in einer Esche ein Madonnenbild gefunden. An dieser Stelle wurde die Wallfahrtskapelle St. Maria gebaut, die am 3. Juli 1431 vom Kölner Weihbischof Konrad von Arnsberg geweiht wurde. Der Name Aengenesch leitet sich ab von „An den Eschen“ und entstand erst nach dem Bau der Kapelle. Der Ort entwickelte sich seitdem, zumindest bereits vor dem Ende des 16. Jahrhunderts, zu einem besonders bei den Menschen aus der näheren Umgebung beliebten Wallfahrtsort. Jährlich kommen knapp 1000 Wallfahrer in den kleinen Ort. Dabei handelt es sich um eine Marienverehrung, ähnlich wie im nahegelegenen Kevelaer oder im heute niederländischen Venlo.
Der Legende nach wurde das Madonnenbild von Einwohnern der Bauerschaft Boeckelt gefunden, die seit geraumer Zeit eine eigene Kirche wünschten. Sie verbrachten die Madonna zu einem zentraler gelegenen Hof, aber die Madonna verschwand und tauchte immer wieder in der Esche auf, bis die Bauern diese als Standort der Kirche akzeptierten.
Im Jahre 1436 schenkte Herzog Arnold die Kapelle dem Karmeliterkloster zu Geldern. Ein Pastor aus diesem Kloster wohnte bei der Kapelle und versah den Gottesdienst.

## Sehenswürdigkeiten

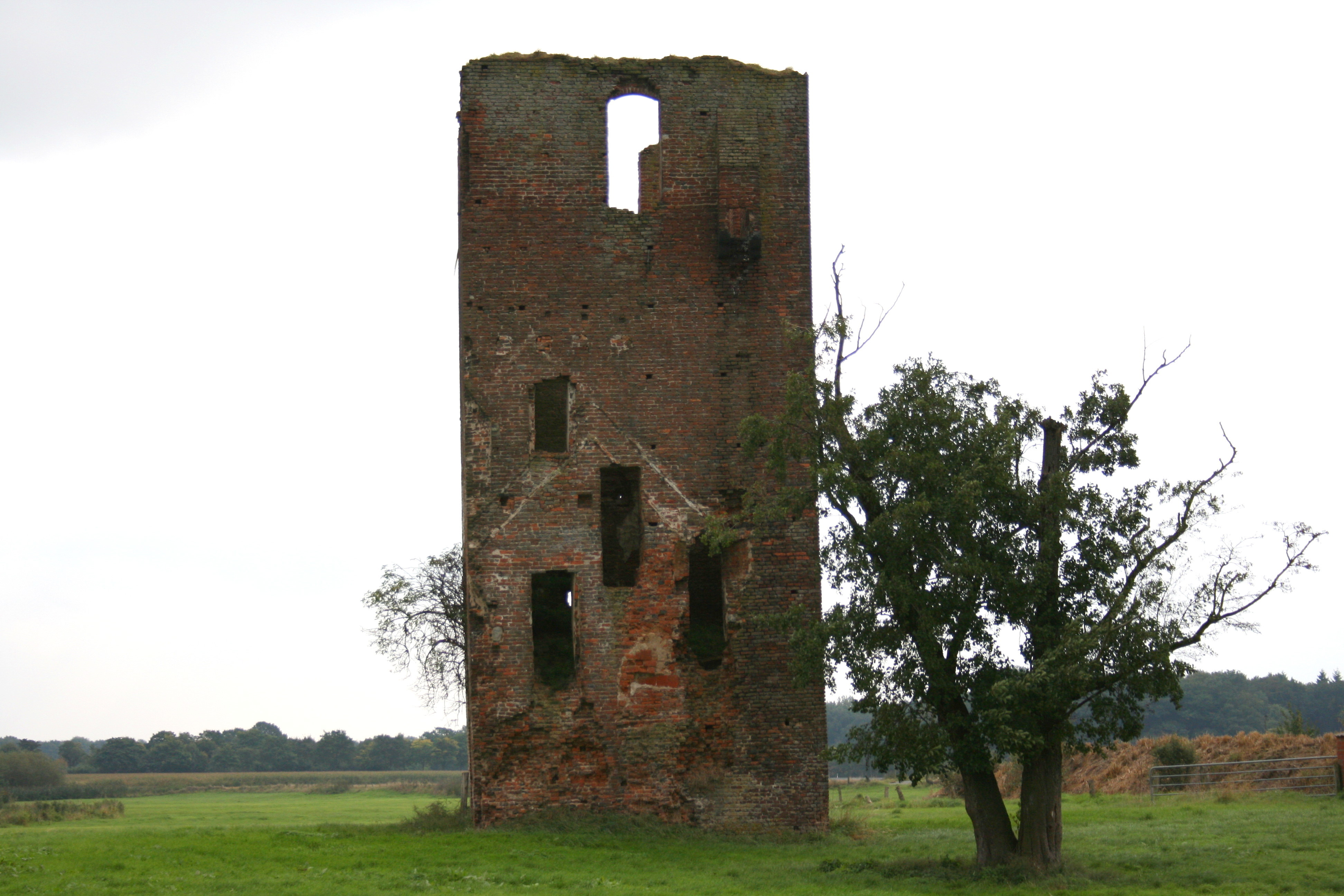
Turmstumpf vom Haus Langendonk

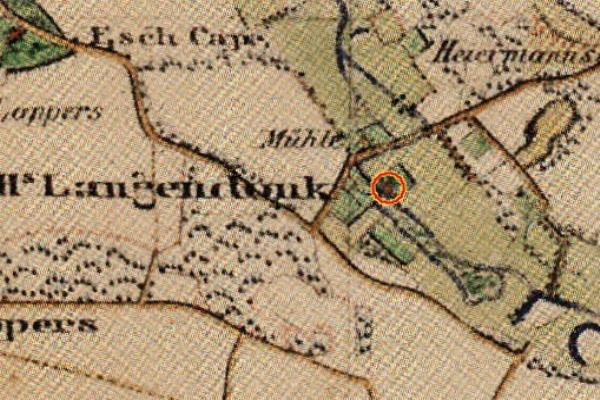
Urkatasterkarte von 1846 mit Hs. Langendonk und Mühle

### Wallfahrtskapelle Aengenesch
Die Kapelle in Aengenesch  ist ein einschiffiger gotischer Backsteinbau aus dem Jahr 1431. 1720 wurde sie nach Westen hin um ein Joch verlängert. Sie besitzt einen neugotischen Altar, eine spätgotische Madonna aus der Zeit um 1480 und Altargemälde aus dem frühen 16. Jahrhundert. Das Gnadenbild, die Schmerzhafte Mutter, steht in der Seitenkapelle.

### Haus Langendonk
Von Haus Langendonk ist heute nur noch der Turmstumpf der Wasserburg Langendonk, die früher unmittelbar an der Fleuth lag, erhalten. Der Rittersitz wurde 1391 erstmals erwähnt. Damals gehörte er zum kurkölnischen Amt und Gericht Rheinberg und war kölnisches Lehen. Das Haus Langendonk im Besitz der Familie von Wyenhorst war, die später führende Ämter in der Verwaltung des Herzogtums Geldern übernahm, verlor sie ihre ursprüngliche Bedeutung als Grenzfeste gegen Geldern. Der noch erhaltene dreigeschossige offene Turmstumpf mit schmalen Fensteröffnungen und hochgelegener Einstiegsöffnung lässt auf eine wehrhafte Burganlage schließen.

## Verkehr
Der Haltepunkt Aengenesch lag an der Bahnstrecke Haltern–Venlo. Diese ist stillgelegt.